# Чемпіонат України з футзалу серед жінок 2004—2005
Чемпіонат України з футзалу серед жінок 2004—2005 — 11-й чемпіонат України, в якому переможцем стала полтавська «Ніка-Педуніверситет» під керівництвом С. Г. Ягодкіна.

## Учасники
Порівняно з попереднім чемпіонатом кількість команд залишилася без змін. Тільки була представлена північна, центральна і східна Україна.
| - «Александрія» (Київ) - «Біличанка» (смт. Коцюбинське, Київська область) - «Вікторія» (м. Кагарлик, Київська область) - «Інтерпласт» (Луганськ) - «Легенда-Фортуна» (Чернігів) | - «Мінора» (Черкаси) - «Ніка-Педуніверситет» (Полтава) - «НУХТ» (Київ) - «Планета» (Київ) - «СоцТех» (Київ) |

## Регіональний розподіл
| Регіон               | Кіл-ть команд | Команди                            |
| -------------------- | ------------- | ---------------------------------- |
| Київ                 | 4             | СоцТех, Планета, НУХТ, Александрія |
| Київська область     | 2             | Біличанка, Вікторія                |
| Луганська область    | 1             | Інтерпласт                         |
| Полтавська область   | 1             | Ніка-Педуніверситет                |
| Черкаська область    | 1             | Мінора                             |
| Чернігівська область | 1             | Легенда-Фортуна                    |

## Підсумкова таблиця
| М  | Команда                       | І   | В  | Н  | П   | РМ     | О  |
| -- | ----------------------------- | --- | -- | -- | --- | ------ | -- |
|    | «Ніка-Педуніверситет» Полтава | 18  | 15 | 0  | 3   | 147−39 | 45 |
|    | «Біличанка» Коцюбинське       | 18  | 14 | 1  | 3   | 132−53 | 43 |
|    | «Інтерпласт» Луганськ         | 145 | 14 | 04 | 127 | 49−42  | 46 |
| 4  | «СоцТех» Київ                 | 18  | 11 | 1  | 6   | 96−54  | 34 |
| 5  | «Легенда-Фортуна» Чернігів    | 18  | 12 | 1  | 5   | 128−53 | 34 |
| 6  | «Планета» Київ                | 18  | 7  | 3  | 8   | 63−97  | 26 |
| 7  | «НУХТ» Київ                   | 18  | 4  | 0  | 14  | 78−152 | 12 |
| 8  | «Мінора» Черкаси              | 18  | 4  | 0  | 14  | 37−104 | 12 |
| 9  | «Александрія» Київ            | 18  | 4  | 0  | 14  | 43−160 | 10 |
| 10 | «Вікторія» Кагарлик           | 18  | 2  | 1  | 15  | 48−128 | 7  |